# Munteni-Buzău
Munteni-Buzău est une commune du județ de Ialomița en Roumanie.